# Folket i den lyckliga dalen

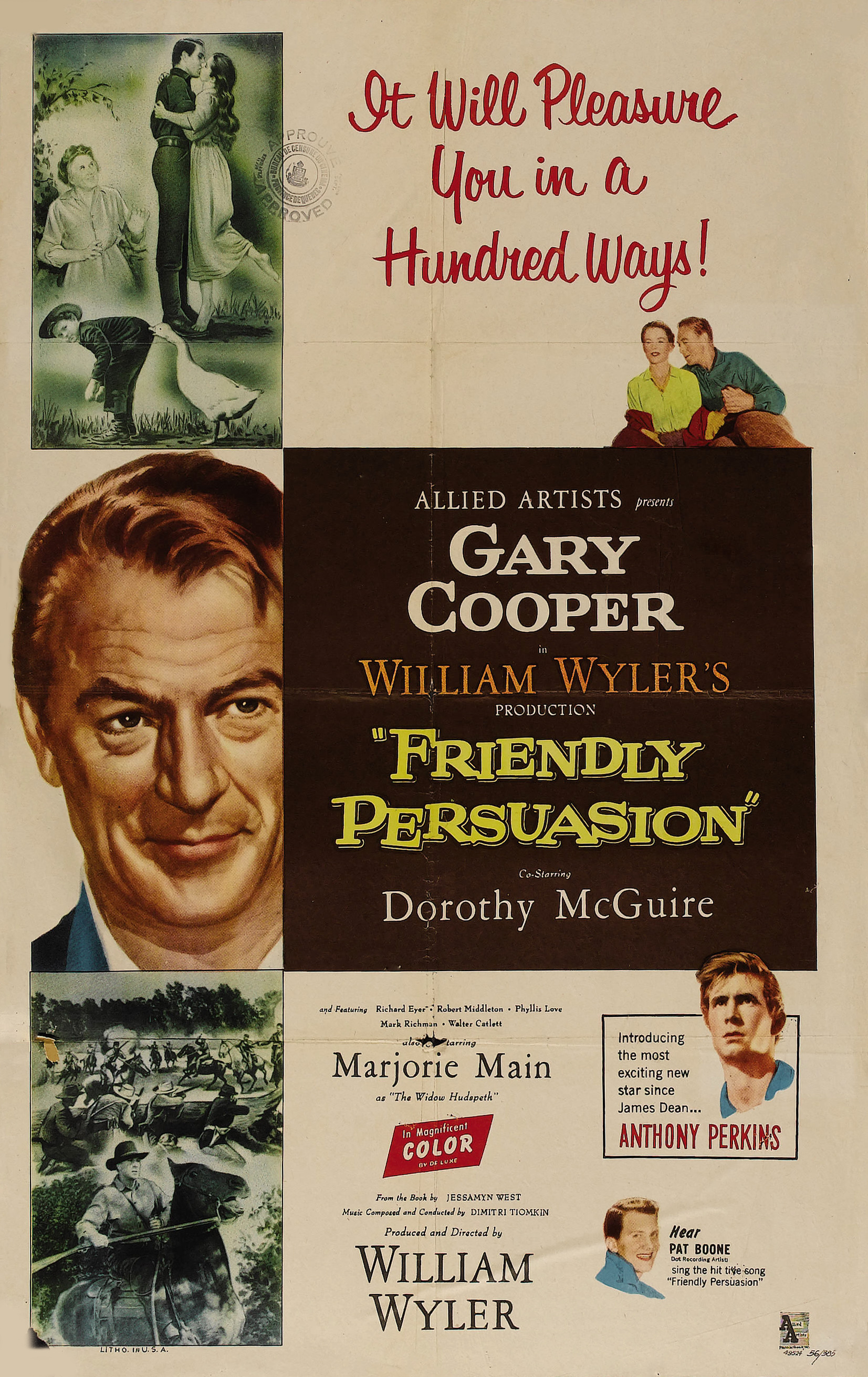
Filmaffish

Folket i den lyckliga dalen (engelska: Friendly Persuasion) är en amerikansk dramafilm från 1956 i regi av William Wyler. Filmen är baserad på Jessamyn Wests roman The Friendly Persuasion från 1945. I huvudrollerna ses Gary Cooper, Dorothy McGuire, Anthony Perkins, Richard Eyer, Robert Middleton och Phyllis Love. Filmen tilldelades Guldpalmen 1957.

## Handling
Filmen handlar om en kväkarfamilj i södra Indiana under amerikanska inbördeskriget och hur kriget prövar deras pacifistiska övertygelse. 

## Rollista i urval
- Gary Cooper – Jess Birdwell
- Dorothy McGuire – Eliza Birdwell
- Anthony Perkins – Joshua "Josh" Birdwell
- Richard Eyer – Little Jess Birdwell
- Robert Middleton – Sam Jordan
- Phyllis Love – Martha True "Mattie" Birdwell
- Mark Richman – Gardner "Gard" Jordan
- Walter Catlett – Professor Quigley
- Richard Hale – Purdy
- Joel Fluellen – Enoch
- Theodore Newton – Major Harvey
- John Smith – Caleb Cope
- Marjorie Main – änkan Hudspeth
- Edna Skinner – Opal Hudspeth
- Marjorie Durant – Pearl Hudspeth
- Frances Farwell – Ruby Hudspeth